# 247 pr. n. št.
Stoletja: 4. stoletje pr. n. št. - 3. stoletje pr. n. št. - 2. stoletje pr. n. št.
Desetletja: 290. pr. n. št. 280. pr. n. št. 270. pr. n. št. 260. pr. n. št. 250. pr. n. št. - 240. pr. n. št. - 230. pr. n. št. 220. pr. n. št. 210. pr. n. št. 200. pr. n. št. 190. pr. n. št.
Leta: 252 pr. n. št. 251 pr. n. št. 250 pr. n. št. 249 pr. n. št. 248 pr. n. št. - 247 pr. n. št. - 246 pr. n. št. 245 pr. n. št. 244 pr. n. št. 243 pr. n. št. 242 pr. n. št.

## Dogodki
- začetek partske ere.